# Qairat Ahmetov
Qairat Ahmetov (in kazako Қайрат Ахметов?; Taldyqorğan, 12 ottobre 1987) è un artista marziale misto kazako.
Combatte nella divisione dei pesi mosca per l'organizzazione singaporeana ONE Championship, nella quale è stato campione di categoria dal 2015 al 2017. In passato ha militato anche nella promozioni Alash Pride, Bushido Lithuania e Iron Horde.

## Caratteristiche tecniche
Dotato di ottime basi nella lotta greco-romana, Ahmetov è un lottatore completo e abile in tutte le fasi del combattimento. Freddo e calcolatore, tra i suoi punti di forza spiccano inoltre la kickboxe, il judo e la potenza fisica – malgrado la statura ridotta –, che gli permettono di destreggiarsi efficacemente nel clinch e nel combattimento al suolo.

## Carriera nelle arti marziali miste
Ahmetov compì il suo debutto nelle arti marziali miste il 1º maggio 2010 presso la federazione locale Iron Horde, sconfiggendo il russo Anatolij Achmetov per sottomissione al primo round.

### ONE Championship
Messosi definitivamente in mostra dapprima in Kazakistan e poi in campo continentale, nell'ottobre 2015 annunciò la firma con la promozione singaporiana ONE Championship. Il suo debutto fu impressionante: volato a Pechino il 21 novembre seguente, bagnò l'esordio con la vittoria del titolo mondiale dei pesi mosca sconfiggendo ai punti il campione in carica Adriano Moraes.
L'anno seguente non fu positivo per il kazako, vittima di alcuni infortuni che lo costrinsero a rimandare la prima difesa del campionato al 2017. Tornato sul ring nel mese di agosto per difendersi dall'assalto dello stesso Moraes, il campione non riuscì ad esprimersi al meglio e subì la prima sconfitta da professionista dopo venti incontri disputati, oltre a perdere il titolo. Cinque settimane dopo ottenne una vittoria di stretta misura sul filippino Geje Eustaquio, prima di essere battuto dallo stesso in una rivincita avvenuta nel gennaio 2018.
Agli inizi del 2019 venne scelto come partecipante del Gran Premio ONE dei pesi mosca, torneo ad otto uomini che avrebbe consentito al vincitore di affrontare il campione di categoria. Il kazako aprì la competizione con una vittoria ai punti sull'australiano Reece McLaren, che gli consentì di avanzare alle semifinali del torneo.

## Risultati nelle arti marziali miste
| Risultato | Record | Avversario     | Metodo                  | Evento                                      | Data              | Round | Tempo | Città               | Note                                                |
| --------- | ------ | -------------- | ----------------------- | ------------------------------------------- | ----------------- | ----- | ----- | ------------------- | --------------------------------------------------- |
| Vittoria  | 23-2   | Reece McLaren  | Decisione (unanime)     | ONE Championship 92: A New Era              | 31 marzo 2019     | 3     | 5:00  | Tokyo, Giappone     | Quarti di finale del Gran Premio ONE dei pesi mosca |
| Vittoria  | 22-2   | Ma Haobin      | Decisione (unanime)     | ONE Championship 80: Conquest of Heroes     | 22 settembre 2018 | 3     | 5:00  | Giacarta, Indonesia |                                                     |
| Sconfitta | 21-2   | Geje Eustaquio | Decisione (unanime)     | ONE Championship 67: Global Superheroes     | 26 gennaio 2018   | 5     | 5:00  | Pasay, Filippine    | Per il titolo dei pesi mosca ONE ad interim         |
| Vittoria  | 21-1   | Geje Eustaquio | Decisione (non unanime) | ONE Championship 61: Total Victory          | 16 settembre 2017 | 3     | 5:00  | Giacarta, Indonesia |                                                     |
| Sconfitta | 20-1   | Adriano Moraes | Decisione (unanime)     | ONE Championship 58: Kings & Conquerors     | 5 agosto 2017     | 5     | 5:00  | Cotai, Macao        | Perde il titolo dei pesi mosca ONE                  |
| Vittoria  | 20-0   | Adriano Moraes | Decisione (non unanime) | ONE Championship 34: Dynasty of Champions 4 | 21 novembre 2015  | 5     | 5:00  | Pechino, Cina       | Vince il titolo dei pesi mosca ONE                  |